# Tautavel
Tautavel (em catalão:  Talteüll) é uma comuna francesa na região administrativa da Occitânia, no departamento dos Pirenéus Orientais. Estende-se por uma área de 53.47 km², e possui 860 habitantes, segundo o censo de 2018, com uma densidade de 16 hab/km².